# Eyl (miasto)
Eyl – miejscowość portowa w Somalii, w regionie Nugaal (Puntland), nad Oceanem Indyjskim. Liczy 7086 mieszkańców (2005). Jest stolicą okręgu Eyl.